# Liten gödselhätting
Liten gödselhätting (Conocybe rickenii) är en svampart som först beskrevs av Julius Schäffer, och fick sitt nu gällande namn av Robert Kühner 1935. Liten gödselhätting ingår i släktet Conocybe och familjen Bolbitiaceae.  Arten är reproducerande i Sverige. Inga underarter finns listade i Catalogue of Life.